# Церковь Успения Пресвятой Богородицы (Камбарка)
Церковь Успения Пресвятой Богородицы — православный храм в городе Камбарка Удмуртской республики, принадлежит к Сарапульской епархии.

## История
В 1850 году на средства Камбарских заводовладельцев Демидовых, вместо сгоревшей Христорождественской церкви, построена деревянная церковь с одним престолом, освящённым в честь Успения Божьей Матери. В 1863 году в состав прихода входили Камбарский завод, село Тарасово и починок Балаки.
Указом Президиума Верховного Совета УАССР от 13 февраля 1941 года церковь закрыта, здание передано под культучреждение. В 1990-е годы храм возвращён верующим.

## Фотогалерея

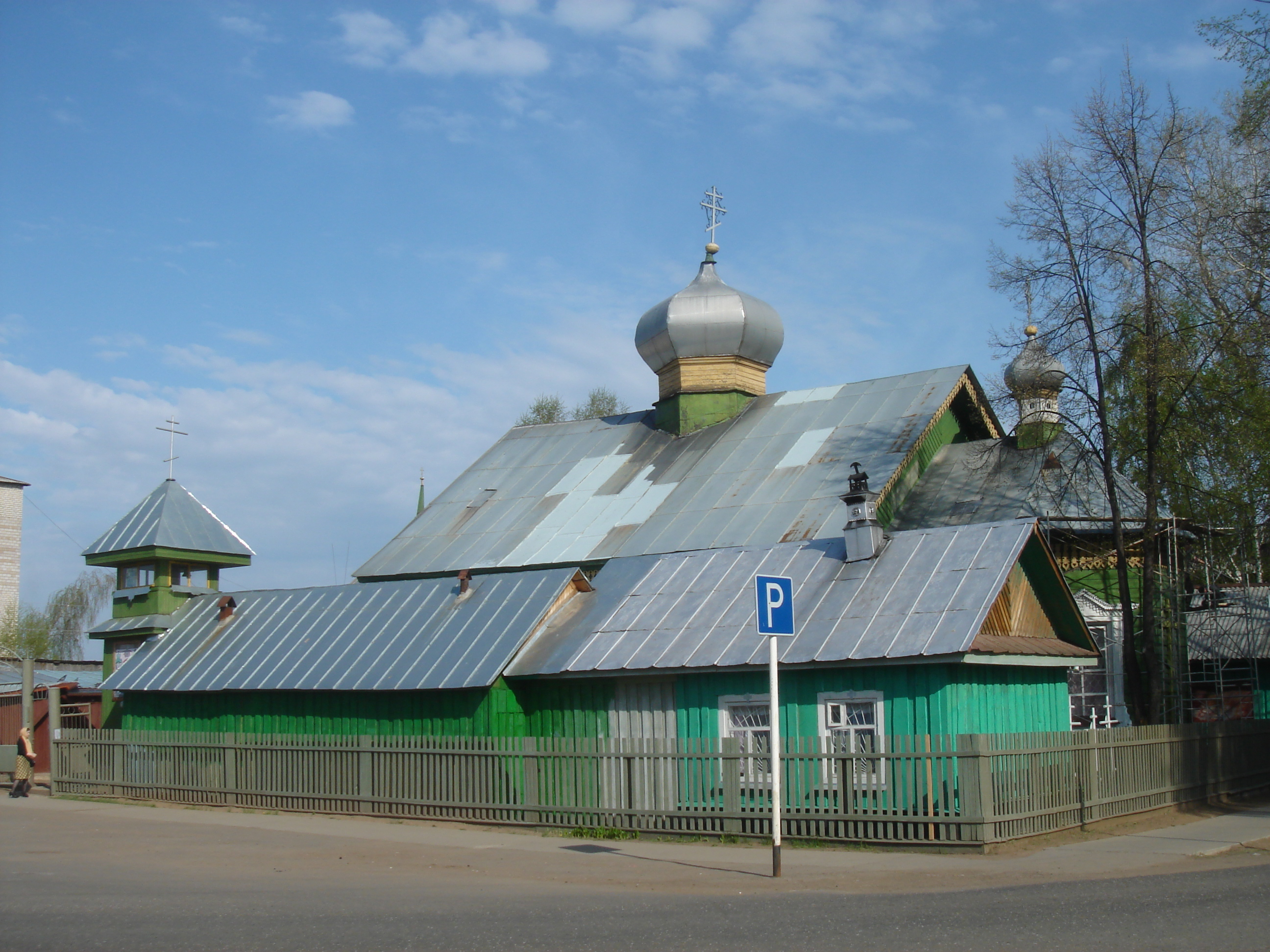
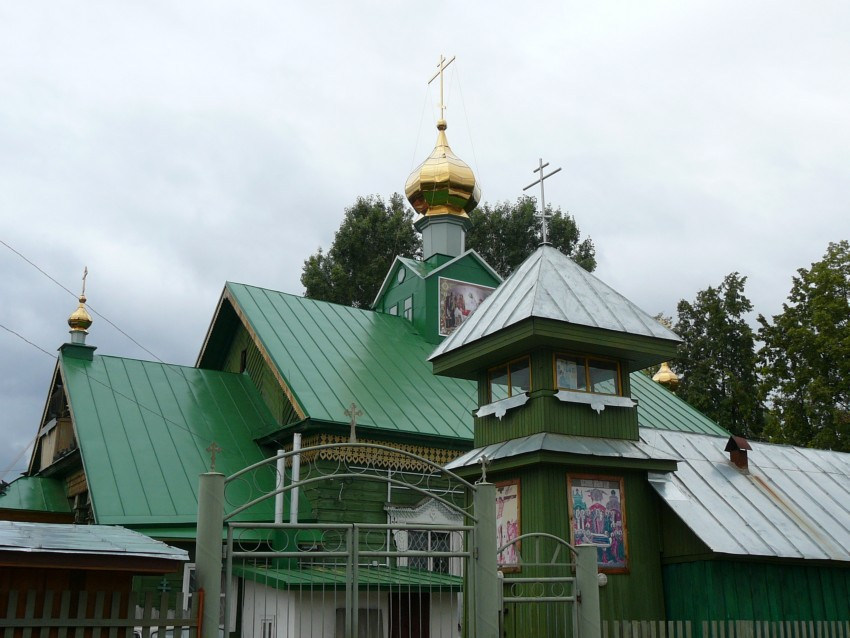